# Тогул
Тогу́л (рос. Тогул) — село, центр Тогульського району Алтайського краю, Росія. Адміністративний центр Тогульської сільської ради.

## Населення
Населення — 4349 осіб (2010; 4976 у 2002).
Національний склад (станом на 2002 рік):
- росіяни — 96 %